# Europamästerskapen i orientering 2016
Europamästerskapen i orientering 2016 arrangerades i Jeseník, Tjeckien 21–28 maj 2016.

## Medaljörer

### Damer

#### Sprint[1]
1. Judith Wyder,  Schweiz 14.23
2. Nadja Volynska,  Ukraina 14.28
3. Maja Alm,  Danmark, Galina Vinogradova,  Ryssland 14.34

#### Medeldistans[2]
1. Tove Alexandersson,  Sverige 32.37
2. Judith Wyder,  Schweiz 34.50
3. Marika Teini,  Finland 35.02

#### Långdistans[3]
1. Tove Alexandersson,  Sverige 1:14.20
2. Anne Margrethe Hausken Nordberg,  Norge 1:15.01
3. Svetlana Mironova,  Ryssland 1:16.53

#### Stafett[4]
1. Finland (Sari Anttonen, Marika Teini, Merja Rantanen) 1:42.57
2. Sverige (Lina Strand, Emma Johansson, Tove Alexandersson) 1:43.01
3. Ryssland (Anastasia Rudnaja, Natalia Vinogradova, Svetlana Mironova) 1:43.12

### Herrar

#### Sprint[1]
1. Matthias Kyburz,  Schweiz 13.42
2. Gustav Bergman,  Sverige 13.44
3. Florian Howald,  Schweiz 13.45

#### Medeldistans[2]
1. Matthias Kyburz,  Schweiz 31.56
2. Gustav Bergman,  Sverige 32.30
3. Lucas Basset,  Frankrike 32.47

#### Långdistans[3]
1. Daniel Hubmann,  Schweiz 1:36.25
2. Magne Dæhli,  Norge 1:37.47
3. Martin Regborn,  Sverige 1:38.33

#### Stafett[5]
1. Schweiz 2 (Florian Howald, Baptiste Rollier, Martin Hubmann) 1:46.07
2. Norge (Carl Godager Kaas, Magne Dæhli) 1:46.15
3. Tjeckien (Jan Petržela, Jan Šedivý, Vojtěch Král) 1:46.20

### Sprintstafett mixed[6]
1. Ryssland (Natalia Vinogradova, Gleb Tichonov, Andrej Chramov, Galina Vinogradova) 1:03.01
2. Danmark (Cecilie Friberg Klysner, Tue Lassen, Søren Bobach, Maja Alm) 1:03.15
3. Schweiz (Judith Wyder, Andreas Kyburz, Martin Hubmann, Rahel Friederich) 1:03.28

## Medaljliga
| Pl.    | Nation    | Guld | Silver | Brons | Totalt |
| ------ | --------- | ---- | ------ | ----- | ------ |
| 1      | Schweiz   | 5    | 1      | 2     | 8      |
| 2      | Sverige   | 2    | 3      | 1     | 6      |
| 3      | Ryssland  | 1    | 0      | 3     | 4      |
| 4      | Finland   | 1    | 0      | 1     | 2      |
| 5      | Norge     | 0    | 3      | 0     | 3      |
| 6      | Danmark   | 0    | 1      | 1     | 2      |
| 7      | Ukraina   | 0    | 1      | 0     | 1      |
| 8      | Frankrike | 0    | 0      | 1     | 1      |
|        | Tjeckien  | 0    | 0      | 1     | 1      |
| Totalt | Totalt    | 9    | 9      | 10    | 28     |